# Malou efter tio
Malou efter tio var ett svenskt samhällsprogram med Malou von Sivers som programledare. 
Programmet tog upp aktuella teman samt intervjuer med olika artister, författare och politiker. Programmet började sändas 2006, och hade sedan januari 2017 förlängts från en timmes sändningstid till två timmar. Det sändes varje vardag, och varje dag bjöds det på en längre intervju med en aktuell person. Varje torsdag samt fredag dök tre kända män och kvinnor upp för att diskutera olika sorters etik och moral. Det var även bokklubb varje vecka där en aktuell författare intervjuades och personligheter talade om sina favoritböcker. Det sändes även kortare nyhetssändningar varje heltimme under de första säsongerna.
Den 31 januari 2022 bekräftade TV4 att programmet ska läggas ner efter vårsäsongen. Den 10 maj 2022 sändes det absolut sista avsnittet av programmet någonsin.